# 香港災難列表
香港災難按類型分為數類：
- 香港火災列表
- 香港水災列表
- 香港風災列表
- 香港空難列表
- 香港瘟疫列表
- 香港人在外地遇難事故列表
- 香港命案列表